# Save as Draft
«Save as Draft» (с англ. — «Сохраню как черновик») — песня американской певицы Кэти Перри, записанная для её пятого студийного альбома Witness. Авторами песни стали Кэти Перри, Элов Лоелв, Нуни Бао, Дижон Макфарлейн, Николас Аудино и Льюис Хьюс. Песня стала радиосинглом в США, отправившись на местные радиостанции 26 июня 2017 года.
Рецензенты дали смешанные отзывы «Save as Draft» после его выпуска. Они похвалили чувствительность, но также называли посредственной и уступающей другим трекам на альбоме. Песню также сравнили с музыкой Сэма Смита, Лорд и Тимбалэнда. Трек достиг строчек 14 и 19 в чартах Billboard Adult Contemporary и Adult Top 40 соответственно. Вживую песня исполнялась во время тура «Witness: The Tour» и на прямой трансляции «Katy Perry Live: Witness World Wide».

## Чарты

### Еженедельные чарты
| Чарт (2017)                        | Пиковая позиция |
| ---------------------------------- | --------------- |
| США (Billboard Adult Contemporary) | 14              |
| США (Billboard Adult Pop Airplay)  | 19              |

### Годовые чарты
| Чарт (2017)                        | Позиция |
| ---------------------------------- | ------- |
| США (Billboard Adult Contemporary) | 45      |